# Норман Парк (Џорџија)
Норман Парк (Џорџија) (енгл. Norman Park) град је у америчкој савезној држави Џорџија. По попису становништва из 2010. у њему је живело 972 становника.

## Демографија
Према попису становништва из 2010. у граду је живело 972 становника, што је 123 (14,5%) становника више него 2000. године.
| Група             | 2000.       | 2010.       |
| Белци             | 639 (75,3%) | 623 (64,1%) |
| Афроамериканци    | 173 (20,4%) | 211 (21,7%) |
| Азијати           | 0 (0,0%)    | 3 (0,3%)    |
| Хиспаноамериканци | 29 (3,4%)   | 116 (11,9%) |
| Укупно            | 849         | 972         |